# Vosmaeropsis cyathus
Vosmaeropsis cyathus är en svampdjursart som först beskrevs av Addison Emery Verrill 1873.  Vosmaeropsis cyathus ingår i släktet Vosmaeropsis och familjen Heteropiidae. Inga underarter finns listade i Catalogue of Life.